# Galium noricum
Galium noricum är en måreväxtart som beskrevs av Friedrich Ehrendorfer. Galium noricum ingår i släktet måror, och familjen måreväxter. Inga underarter finns listade i Catalogue of Life.